# Rio Piracicaba (Rio Doce)
Der Rio Piracicaba ist ein Fluss von 241 km Länge im brasilianischen Bundesstaat Minas Gerais. Er entspringt in einer Höhe von 1680 m in der Nähe von Ouro Preto und durchfließt mehrere Orte, an denen Stahlindustrie angesiedelt ist, wie Barão de Cocais, João Monlevade mit Belgo-Mineira, Timóteo mit Arcesita und Ipatinga mit Usiminas. Dementsprechend ist er ein stark mit industriellen Abwässern belasteter Fluss.
Er entwässert das Vale do Aço und mündet in Ipatinga in den Rio Doce.